# San Damiano al Colle
San Damiano al Colle (lombardul: San Damian) település Olaszországban, Lombardia régióban, Pavia megyében. Lakosainak száma 622 fő (2023. január 1.). San Damiano al Colle Castel San Giovanni, Montù Beccaria, Rovescala és Bosnasco községekkel határos.

## Népesség
A település lakossága az elmúlt években az alábbi módon változott:
| Lakosok száma | 654  | 645  | 622  |
|               | 2017 | 2018 | 2023 |